# 六浦誠
六浦 誠（むつうら まこと、本名；同じ、1971年〈昭和46年〉9月14日 - ）は、日本の元俳優。山王プロダクションに所属していた。

## 経歴
東京都出身。1979年2月に劇団日本児童入団。子役時代から映画・ドラマを中心に活動していたが、その後俳優を引退。結婚して東京都内に在住、俳優業を続ける傍ら株式会社ソクハイにて契約ライダーとして働いていた時期を経て、現在は株式会社バイク急便社員である。趣味はオートバイ。兄が居る。

## 出演

### 映画
- ハイティーン・ブギ（1982年、東宝）
- 友よ、静かに瞑れ（1985年、角川春樹事務所・セントラル・アーツ） - 坂口竜太 役
- バカヤロー! 私、怒ってます（1988年、松竹） - 厚木道夫 役
- 免許がない!（1994年、光和インターナショナル・東宝）

### テレビドラマ
- 君は海を見たか（1982年、CX） - 増子正一 役
- 事件記者チャボ!（1983年、NTV）
- 西部警察 PART-III 第28話「大将と二等兵」（1983年、ANB）-鈴木洋介 役
- 波の盆（1983年、NTV）
- 太陽にほえろ! 第616話「カエルの子」（1984年、NTV） - 飯島勝次 役
- 北の国から'84夏（1984年、CX） - 中畑努 役
- 気分は名探偵 第4話（1984年、NTV）
- 月曜ドラマランド ゲゲゲの鬼太郎（1985年、CX） - 鬼太郎 役※主演
- 母さん、家においでよ （1986年、TBS）
- 少年（1986年10月25日、NHK） - 町村信 役
- ばら色の人生（1987年、NHK）
- 水戸黄門 第17部 第13話「仇討ち阿波人形 -徳島-」（1987年、TBS） - 千太郎 役
- 今日の日をこそ（1988年）
- 大河ドラマ （NHK）
  - 武田信玄（1988年） - 武田義信（少年期）役
  - 翔ぶが如く（1990年） - 西郷菊次郎 役
- はいすくーる落書（1989年、TBS） - 片桐勉 役
- 名奉行 遠山の金さん 第3シリーズ 第7話「謎の千両!二つの顔の真犯人」（1990年、ANB） - 安吉 役
- 年末時代劇スペシャル 田原坂（1990年、NTV） - 西郷菊次郎 役
- 代表取締役刑事（1991年、ANB）
- 俺たちルーキーコップ（1992年、TBS）
- 腕におぼえあり2 第13話（1992年、NHK） - 壱岐守 役
- はだかの刑事（1993年、NTV）
- 戦国武士の有給休暇（1994年、NHK）
- 江戸の用心棒 第1シリーズ 第3話「そば一杯の用心棒」（1994年、NTV） - 北沢幸太郎 役
- いつかまた逢える（1995年、CX） - 荒木の部下 役
- あばれ医者嵐山 第2話「日陰の女」（1995年、TX） - 鶴吉 役
- 火曜サスペンス劇場 / 盲人探偵・松永礼太郎4 警察嫌い（1995年、NTV）
- はぐれ刑事純情派（ANB）
- 銭形平次 第7シリーズ 第2話「白い脅迫状」（1998年、CX） - 幸吉 役

### その他
- 少年合唱団ビッグ・マンモス (1981年5月 - 1982年3月、第7期メンバー)